# 공유파생형질
공유파생형질(shared derived character)은 특정 분기군에만 있는 독특한 진화적 신형이다. 
생물은 공통 조상과 형질을 공유하기도 하고 다른 형질을 가지기도 한다.
한편 해당 분류군의 한 조상에서 기원된 형질은 공유 조상 형질이라고 한다.
어떤 분기점을 기준으로 삼느냐에 따라서 파생과 공유 형질은 상대적으로 결정될 수 있다.